# Curg apele tulburi (film din 1952)
Curg apele tulburi (titlul original: în spaniolă Las aguas bajan turbias) este un film dramatic argentinian, realizat în 1952 de regizorul Hugo del Carril, după romanul omonim a scriitorului Alfredo Varela, protagoniști fiind actorii Hugo del Carril, Adriana Benetti, Raúl del Valle.

## Conținut
Frații Santos și Rufino Peralta lucrează ca niște animale la Parana Stop. Condițiile de lucru sunt extrem de dure și inumane datorită lăcomiei managerilor firmei. S-a ajuns la momentul să izbucnească o rebeliune și muncitorii vor să formeze un sindicat care să-i apere de nedreptăți...

## Distribuție
- Hugo del Carril – Santos Peralta
- Adriana Benetti – Amelia
- Raúl del Valle – Aguilera
- Pedro Laxalt – Rufino Peralta
- Gloria Ferrandiz – Doña Flora
- Eloy Álvarez – Alí
- Herminia Franco – Flor de Lis
- Luis Otero – un țăran
- Joaquín Petrocino – Barreiro
- Francisco Audenino
- Carlos Escobares
- Mecha López

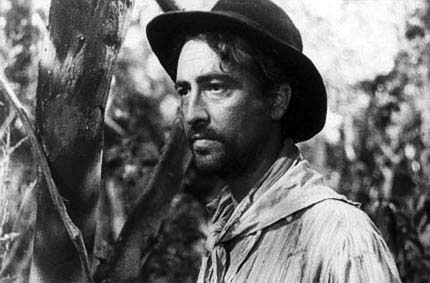
Hugo del Carril într-o scenă din film

- Domingo Garibotto - tatăl lui Amelia
- Jacinto Aicardi
- Ricardo Carenzo

## Premii și nominalizări
- 1952 Premii ale Academia de Artes y Ciencias Cinematográficas de la Argentina: 
  - cel mai bun film
  - cea mai bună regie
  - cel mai bun actor într-un rol secundar (Pedro Laxalt)
- Al 13-lea Festival de la Veneția 1952
  - Mențiune specială
- 1953 Asociación de Cronistas Cinematográficos de la Argentina: 
  - cel mai bun film
  - cel mai bun regizor
  - cel mai bun actor într-un rol secundar (Pedro Laxalt)
  - Revelación Masculina (Luis Otero)

## Lansare
Filmul Curg apele tulburi a avut premiera în Festival de la Veneția 1952 pe data de 2 septembrie 1952.
În România premiera filmului a avut loc la data de 11 iunie 1956 la cinematografele „Magheru”, „București”, „V. Roaită” și „Flacăra” din capitală.